# Yeonpyeong
Yeonpyeong je otok u Žutom moru koji politički pripada Južnoj Koreji. Udaljen je 80 km od južnokorejskog grada Incheona i oko 12 km južno od sjevernokorejske provincije Hwanghae-do.
Glavni otok u arhipelagu je Daeyeonpyeong imenom Yeonpyeong sa 7,01 km² je najveći otok i ima populaciju od 1.176 stanovnika. Drugi naseljen otok je Soyeonpyeong s površinom od samo 0,24 km².
Yeonpyeong leži blizu granice između Sjeverne i Južne Koreje Sjeverna zv. Northern Limit Line koja je 1953. postavjena od Ujedinjenih naroda, i koja nije priznata od strane Sjeverne Koreje. Na otoku je raspoređeno 1.000 vojnika, južnokorejske vojske. Zbog svog položaja, otok u je u posljednja tri navrata (1999., 2002. i 2010.) bio žarište sukoba između sjevernokorejske i južnokorejske mornarice.